# 长鑫存储
長鑫存儲科技（CXMT）是一家中國半導體集成器件製造商，主要從事動態隨機存取記憶體（DRAM）的設計、研發、生產和銷售。創立於2016年，前身為合肥睿力集成電路，總部位於安徽省合肥市合肥經濟技術開發區。